# Xylocopa fabriciana
Xylocopa fabriciana är en biart som beskrevs av Jesus Santiago Moure 1960. Xylocopa fabriciana ingår i släktet snickarbin, och familjen långtungebin. Inga underarter finns listade i Catalogue of Life.